# Терентьєвська (Прокоп'євський округ)
Тере́нтьєвська (рос. Терентьевская) — селище у складі Прокоп'євського округу Кемеровської області, Росія.

## Населення
Населення — 964 особи (2010; 775 у 2002).
Національний склад (станом на 2002 рік):
- росіяни — 92 %